# Wada Kouji
Wada Kouji (和田 光司 (Hòa Điền Quang Ti) Wada Kōji) (29 tháng 1 năm 1974 – 3 tháng 4 năm 2016) là ca sĩ nhạc Rock Nhật Bản. Anh được biết đến với vai trò là người trình bày các bài hát nhạc phim trong seires anime Digimon, đặc biệt là bài hát "Butter-Fly" trong đĩa đơn đầu tay cùng tên của anh được chọn làm ca khúc chủ đề trong anime Digimon Adventure. Ngoài ra, Kouji còn có biệt danh là Ca sĩ anison bất diệt như bướm (不死蝶のアニソンシンガー (Bất tử điệp đích động họa ca thủ) Fushi chō no anisonshingā).

## Tiểu sử
Tháng 3, 1999, Kouji khởi nghiệp với bài hát "Butter-Fly". Bài hát này được chọn làm bài hát mở đầu series đầu tiên của loạt anime Digimon: Digimon Adventure và trở thành bài hát nổi tiếng gắn liền với tên tuổi của anh cũng như loạt anime này. Bài hát được xếp hạng 47 trong bảng xếp hạng Oricon. Từ đó, suốt 5 năm liên tiếp anh đều góp mặt trong việc trình bày các bài hát chủ đề cho ba series Digimon tiếp theo: Adventure 02, Tamers và Frontier.
Năm 2003, Kouji cho ra mắt album đầu tay "All of My Mind" cùng các ca khúc nổi tiếng của anh kể từ lúc khởi nghiệp. Cùng năm đó, Kouji phát hiện khối u ác tính ở họng trên và một tổ chức ác tính hạch bạch huyết ở cổ. Anh đã tạm dừng công việc để tập trung chữa trị. Sau hai năm điều trị bằng hóa trị, xạ trị và phẫu thuật, bệnh tình của anh đã được chữa khỏi. Tháng 11 năm 2006, anh hoạt động trở lại khi bài hát "Hirari" được còn làm bài hát mở đầu thứ hai của series Digimon Savers.
Năm 2007, Kouji bắt đầu lưu diễn ở nước ngoài, chủ yếu là Nam Mỹ nói chung và Brazil nói riêng, đa số các chuyến lưu diễn trên nằm trong các sự kiện giao lưu anime tại đây. Từ đó, rất hiếm ca sĩ nhạc rock nào của Nhật Bản như anh có chuyến lưu diễn vòng quanh Nam Mỹ.
Năm 2009, anh cho ra mắt đĩa đơn "Butter-Fly (Strong version)" nhân kỉ niệm 10 năm sự nghiệp ca hát của anh. Năm 2010, Kouji tiếp tục tham gia trình bày các bài hát được lồng trong series anime Digimon Xros Wars.
Ngày 11 tháng 1 năm 2011, Kouji cho ra mắt album thứ hai mang tên "Kazakami no Oka Kara" (風上の丘から). Tháng 10 cùng năm, căn bệnh ung thư vòm họng tái phát, anh phải hủy bỏ toàn bộ lịch diễn để chữa bệnh cho đến khi bệnh tình thuyên giảm vào tháng 10 năm 2013.
Tháng 3 năm 2015, Kouji cho phát hành đĩa đơn "Re-Fly", cùng năm đó, series Digimon Adventure tri. được công chiếu và bài hát Butter-Fly được chọn làm bài hát chủ đề cho series mới này. Tuy nhiên, từ tháng sáu trở đi, tình hình sức khỏe của anh ngày càng giảm sút nên anh đã bỏ lỡ nhiều sự kiện cùng với các chuyến lưu diễn.
Ngày 30 tháng 3 năm 2016, Kouji cho phát hành "Seven ~tri. Version~" là đĩa đơn cuối cùng của mình. Không lâu sau đó anh rơi vào trạng thái hôn mê sâu và trút hơi thở cuối cùng vào rạng sáng ngày 3 tháng 4 năm 2016.

## Danh sách đĩa nhạc

### Đĩa đơn
| STT | Ngày phát hành       | Tiêu đề                                  | Bài hát đi kèm                                | Số danh mục | Nhãn              | Xếp hạng cao nhất | Ghi chú                                                                  |
| --- | -------------------- | ---------------------------------------- | --------------------------------------------- | ----------- | ----------------- | ----------------- | ------------------------------------------------------------------------ |
| 1   | 23 tháng 4 năm 1999  | Butter-Fly                               | Seven                                         | NEDA-10001  | NEC Interchannel  | 47                |                                                                          |
| 1   | 1 tháng 8 năm 2004   | Butter-Fly                               | Seven                                         | NECM-10014  | Interchannel      | 47                | Tái bản                                                                  |
| 2   | 26 tháng 4 năm 2000  | Target ~Akai Shougeki~                   | Boku wa Boku Datte                            | NEDA-10021  | NEC Interchannel  | 35                |                                                                          |
| 2   | 1 tháng 8 năm 2004   | Target ~Akai Shougeki~                   | Boku wa Boku Datte                            | NECM-10018  | Interchannel      | 35                | Tái bản                                                                  |
| 3   | 24 tháng 5, 2000     | Honoo no Overdrive                       | Kimi Iro no Mirai                             | NEDA-10014  | NEC Interchannel  |                   |                                                                          |
| 4   | 25 tháng 4 năm 2001  | The Biggest Dreamer                      | Kaze                                          | NEDA-10027  | NEC Interchannel  | 59                |                                                                          |
| 4   | 2 tháng 5, 2001      | The Biggest Dreamer                      | Kaze                                          | NECM-12005  | NEC Interchannel  | 59                | Tái bản                                                                  |
| 4   | 4 tháng 7, 2001      | The Biggest Dreamer                      | Kaze                                          | NECM-12013  | NEC Interchannel  | 59                | Phiên bản giới hạn 1                                                     |
| 4   | 6 tháng 3, 2002      | The Biggest Dreamer                      | Egao                                          | NECM-12026  | NEC Interchannel  | 59                | Phiên bản giới hạn 2                                                     |
| 5   | 11 tháng 7, 2001     | Starting Over                            | Say Again                                     | NECM-12019  | NEC Interchannel  |                   |                                                                          |
| 6   | 24 tháng 12, 2001    | Bokura no Digital World                  |                                               | ICCM-1      |                   |                   | Phối hợp với Maeda Ai và Digimon All Stars                               |
| 7   | 24 tháng 4 năm 2002  | FIRE!!                                   | With The Will                                 | NECM-12028  | NEC Interchannel  | 75                |                                                                          |
| 7   | 24 tháng 7 năm 2002  | FIRE!!                                   | Innocent ~Mujaki na Mama de~                  | NECM-12034  | NEC Interchannel  | 75                | Phiên bản giới hạn                                                       |
| 8   | 22 tháng 5, 2002     | Innocent ~Mujaki na Mama de~             | Daybreak                                      | NECM-12029  | NEC Interchannel  |                   |                                                                          |
| 9   | 22 tháng 11, 2002    | An Endless tale                          | Haruka na Okurimono                           | NECM-12038  | NEC Interchannel  |                   | Phối hợp với Maeda Ai                                                    |
| *   | 5 tháng 2 năm 2003   | The Last Element                         | Miracle Maker                                 | NECM-12041  | NEC Interchannel  |                   | Góp giọng với Miyazaki Ayumi và Maeda Ai                                 |
| 10  | Tháng 9, 2006        | Eien no Takaramono                       | grade                                         | -           |                   |                   |                                                                          |
| 11  | 21 tháng 12, 2006    | Hirari                                   | For The Future                                | NECM-12138  | Index Music       | 79                |                                                                          |
| 12  | 22 tháng 4 năm 2009  | Butter-Fly ~Strong Version~              | Seven ~10th Memorial Version~                 | NECM-12161  | T.Y Entertairment | 143               |                                                                          |
| 13  | 1 tháng 8, 2009      | Mirai E no Tobira ~Ano Natsu no Hi Kara~ |                                               | NECM-12163  | T.Y Entertairment | 175               | Phối hợp với Maeda Ai, Ota Michihiko, Sammy, Hassy và Takayoshi Tanimoto |
| 14  | 29 tháng 9 năm 2010  | WE ARE Xros Heart!                       | BLAZING BLUE FLARE Dondokomon De Moriagare!   | COCC-16418  | Nippon Columbia   | 127               |                                                                          |
| 15  | 1 tháng 12, 2010     | Sora Mau Yuusha!X5                       | X4B THE GUARDIAN Dark Knight ~Fujimi no Ouja~ | COCC-16434  | Nippon Columbia   |                   | Phối hợp với Takayoshi Tanimoto                                          |
| 16  | 22 tháng 6 năm 2011  | Evolution & DigiXros                     | WE ARE Xros Heart ver. X7                     | COCC-16466  | Nippon Columbia   | 200               | Phối hợp với Takayoshi Tanimoto và Miyazaki Ayumi                        |
| 17  | 25 tháng 11 năm 2015 | Butter-Fly ~tri.Version~                 |                                               | NECM-10231  | FEEL MEE          | 37                |                                                                          |
| 18  | 30 tháng 3 năm 2016  | Seven ~tri.Version~                      |                                               | NECM-10236  | FEEL MEE          | 29                |                                                                          |

### Album
| STT        | Ngày phát hành      | Tiêu đề                            | Số danh mục | Xếp hạng cao nhất | Ghi chú                                           |
| Album      | Album               | Album                              | Album       | Album             | Album                                             |
| ---------- | ------------------- | ---------------------------------- | ----------- | ----------------- | ------------------------------------------------- |
| 1          | 5 tháng 12 năm 2001 | All of My Mind                     | NECA-30052  |                   |                                                   |
| 2          | 7 tháng 8 năm 2002  | Opening Best Spirit                | NECA-30071  |                   |                                                   |
| 2          | 1 tháng 8 năm 2008  | Opening Best Spirit                | NECA-23013  | Tái bản           |                                                   |
| 3          | 28 tháng 2 năm 2007 | The Best Selection ~ Welcome Back! | NECA-30181  |                   | Đánh dấu sự trở lại của Kouji sau 3 năm gián đoạn |
| 4          | 11 tháng 1 năm 2010 | Kazakami no Oka Kara               | SAUL-1006   |                   |                                                   |
| 5          | 31 tháng 7 năm 2016 | DIGIMON SONG BEST OF KOJI WADA     | FEME–3      |                   | Album thực hiện nhằm tưởng nhớ đến Kouji          |
| Mini-album |                     |                                    |             |                   |                                                   |
| 1          | 1 tháng 8 năm 2008  | ever                               | NECA-20062  |                   |                                                   |
| 2          | 25 tháng 3 năm 2015 | re-fly                             | LACA-15485  | 145               |                                                   |

### Các bài hát tham gia góp giọng
Sau khi Butter-Fly trở nên nổi tiếng trên toàn cầu cùng với anime Digimon Adventure. Kouji đã dành hết tâm huyết cho sự nghiệp của mình rất nhiều bài hát mà đa số là các bài hát trong Digimon. Ngoài những bài hát trong các đĩa đơn kể trên, anh còn tham gia trình bày các bài hát được vào trong phần lớn album của sê-ri này và chúng được gọi là Nhạc phim Digimon (Digimon Music).
| STT | Ngày phát hành       | Album                                                                                       | Tên bài hát                            | Ca sĩ trình bày                                                                                       | Số danh mục tương ứng | Ghi chú                 |
| --- | -------------------- | ------------------------------------------------------------------------------------------- | -------------------------------------- | --- | --------------------- | ----------------------- |
| 1   | 22 tháng 9 năm 1999  | Digimon Adventure Single Hit Parade                                                         | Seven (Acoustic Version)               | Wada Kouji                                                                                            | NECA-30007            |                         |
| 2   | 29 tháng 12 năm 2001 | Digimon Super Evolution Best!                                                               | Seven (Acoustic Version)               | Wada Kouji                                                                                            | NECA-30055            |                         |
| 3   | 30 tháng 8 năm 2006  | Digimon Super Evolution Best!                                                               | Seven (Acoustic Version)               | Wada Kouji                                                                                            | NECA-30168            | Tái bản                 |
| 4   | 2 tháng 11 năm 2000  | Digimon Adventure 02 Christmas Fantasy                                                      | Minna no Christmas                     | Wada Kouji                                                                                            | NECA-30029            |                         |
| 5   | 5 tháng 9 năm 2001   | Digimon Tamers Song Carnival                                                                | Starting Point                         | Wada Kouji, AiM và Oota Michihiko                                                                     | NECA-30046            |                         |
| 6   | 7 tháng 11 năm 2001  | Digimon Tamers Christmas Illusion                                                           | Utaoo Bokura No Merry Christmas        | Wada Kouji                                                                                            | NECA-30050            |                         |
| 7   | 26 tháng 6 năm 2002  | Digimon Music Oota Michihiko Self-Cover Collection ~A Message To The Future~                | Hontoo No Tsuyosa                      | Oota Michihiko và Wada Kouji                                                                          | NECA-30064            |                         |
| 8   | 26 tháng 6 năm 2002  | Digimon Music Oota Michihiko Self-Cover Collection ~A Message To The Future~                | 3 Primary Colors                       | Oota Michihiko, AiM và Wada Kouji                                                                     | NECA-30064            |                         |
| 9   | 6 tháng 11 năm 2002  | Digimon Frontier Christmas Smile                                                            | Christmas Night                        | Wada Kouji                                                                                            | NECA-30073            |                         |
| 10  | 25 tháng 12 năm 2002 | Digimon Music 100 Title Commemoration Release We Love DiGiMONMUSiC                          | Yuuki o Uketsugu Kodomotachi e         | Wada Kouji, AiM, Miyazaki Ayumi, Hassy, Oota Michihiko, WILD CHILD BOUND, Sammy và Tanimoto Takayoshi | NECA-70006～10        |                         |
| 11  | 25 tháng 12 năm 2013 | Digimon Music 100 Title Commemoration Release We Love DiGiMONMUSiC                          | Yuuki o Uketsugu Kodomotachi e         | Wada Kouji, AiM, Miyazaki Ayumi, Hassy, Oota Michihiko, WILD CHILD BOUND, Sammy và Tanimoto Takayoshi | NECA-70077～81        | Tái bản                 |
| 12  | 24 tháng 7 năm 2003  | We Love DiGiMONMUSiC SPECIAL Yuuki o Uketsugu Kodomotachi e －Odaiba Memorial 8/1 Project－ | Yuuki o Uketsugu Kodomotachi e         | Wada Kouji, AiM, Miyazaki Ayumi, Hassy, Oota Michihiko, WILD CHILD BOUND, Sammy và Tanimoto Takayoshi | NECA-17001            | Bản gốc và bản hát live |
| 13  | 1 tháng 8 năm 2008   | Digimon Savers Flashback!                                                                   | Hirari ~UNPLUGGED~                     | Wada Kouji                                                                                            | NECA-30232/3          |                         |
| 14  | 1 tháng 8 năm 2009   | Digimon 10th ANNIVERSARY –The Bridge To Dreams—                                             | Hokori ~Kagirinaki Chikara no Shoumei~ | Wada Kouji                                                                                            | NECA-30195            |                         |

### Các bài hát được sử dụng
| Tên bài hát                      | Vai trò                                                                                    | Năm phát hành |
| -------------------------------- | ------------------------------------------------------------------------------------------ | ------------- |
| Butter-Fly                       | Bài hát mở đầu và lồng trong anime Digimon Adventure                                       | 1999          |
| Seven                            | Bài hát lồng trong anime Digimon Adventure                                                 | 1999          |
| Seven (Acoustic version)         | Bài hát lồng trong anime Digimon Adventure                                                 | 2000          |
| Butter-Fly (Piano version)       | Bài hát lồng trong anime Digimon Adventure                                                 | 2000          |
| Honoo no Overdrive               | Bài hát mở đầu trong anime Transformers: Car Robots                                        | 2000          |
| Target ~Akai Shougeki~           | Bài hát mở đầu và lồng trong anime Digimon Adventure 02                                    | 2000          |
| Boku wa Boku Datte               | Bài hát lồng trong anime Digimon Adventure 02                                              | 2000          |
| Minna no Christmas               | Bài hát lồng trong anime Digimon Adventure 02                                              | 2000          |
| Bokura no Digital World          | Bài hát lồng trong anime Digimon Adventure 02                                              | 2001          |
| Starting Over                    | Bài hát mở đầu chương trình Pinpapa trên Nippon TV                                         | 2001          |
| The Biggest Dreamer              | Bài hát mở đầu anime Digimon Tamers                                                        | 2001          |
| Kaze                             | Bài hát lồng trong anime Digimon Tamers                                                    | 2001          |
| Starting Point                   | Bài hát lồng trong anime Digimon Tamers                                                    | 2002          |
| FIRE!!                           | Bài hát mở đầu anime Digimon Frontier                                                      | 2002          |
| With the Will                    | Bài hát lồng trong anime Digimon Frontier                                                  | 2002          |
| Innocent ~Mujaki na Mama de~     | Bài hát kết thúc anime Digimon Frontier                                                    | 2002          |
| Daybreak                         | Bài hát chủ đề chương trình Sangha love và Exciting! J của đài truyền hình KBS Kyoto       | 2002          |
| Miracle Maker                    | Nhạc trong trò chơi điện tử Digimon World 3 trên hệ máy PlayStation của Bandai             | 2002          |
| an Endless tale                  | Bài hát kết thúc và lồng trong anime Digimon Frontier                                      | 2002          |
| Haruka na Okurimono              | Bài hát lồng trong anime Digimon Frontier                                                  | 2003          |
| Hirari                           | Bài hát mở đầu anime Digimon Savers                                                        | 2006          |
| Pierce                           | Bài hát kết thúc chương trình Fighting The King của đài truyền hình TBS                    | 2007          |
| WE ARE Xros Heart!               | Bài hát lồng trong anime Digimon Xros Wars                                                 | 2010          |
| Sora Mau Yuusha!X5               | Bài hát lồng trong anime Digimon Xros Wars                                                 | 2010          |
| X4B THE GUARDIAN                 | Bài hát lồng trong anime Digimon Xros Wars                                                 | 2010          |
| Evolution & Digixros ver. TAIKI  | Bài hát lồng trong anime Digimon Xros Wars: The Evil Death Generals and the Seven Kingdoms | 2011          |
| Evolution & Digixros ver. KIRIHA | Bài hát lồng trong anime Digimon Xros Wars: The Evil Death Generals and the Seven Kingdoms | 2011          |
| WE ARE Xros Heart! ver. X7       | Bài hát lồng trong anime Digimon Xros Wars: The Evil Death Generals and the Seven Kingdoms | 2011          |
| re-fly                           | Bài hát kết thúc chương trình Anime Mashite số tháng 4 năm 2015 của TV Tokyo               | 2015          |
| Butter-Fly～tri.Version～        | Bài hát mở đầu anime Digimon Adventure tri.                                                | 2015          |
| Seven～tri.Version～             | Bài hát kết thúc phần 2: Quyết ý của anime Digimon Adventure tri.                          | 2016          |